# Зазывная грамота
Зазывная грамота — в Древней Руси лист, выдававшийся судебно-административным учреждением истцу для вызова в суд ответчика и оплачивавшийся особой пошлиной со стороны последнего (иногда, впрочем, взимание этой пошлины упразднялось особой жалованной грамотой). 
Десятая глава Уложения царя Алексея Михайловича (ст. 109—122) подробно определяет порядок выдачи зазывных грамот (не более трёх раз) истцам, представления их в области ответчикам и взимания с них собственноручной росписи в том, что они в указанный срок предстанут перед судьями в городе Москве.
Особый указ от 7 июля 1670 года (№ 476) повторяет запрет давать истцам зазывные грамоты по земельным процессам, если ответчики живут не в Москве.